# Reaper (FR958)
Pour les articles homonymes, voir Reaper.
Le Reaper est un fifie: un ancien lougre de pêche aux harengs de la région de Fife en Écosse (en anglais, Fifie herring drifter) appartenant depuis 1975 au Musée écossais de la pêche  à Anstruther son port d'attache actuel.

Son immatriculation est : FR 958, quartier maritime de Fraserburgh où il avait été enregistré en 1902.

Il est classé bateau historique depuis 1996 par le National Historic Ships UK  et il est inscrit au registre de la National Historic Fleet comme navire musée.

## Histoire
Il a été construit par J. & G. Forbes en 1901 à Sandhaven dans le Aberdeenshire. C'est une réalisation de bordages à franc-bord en utilisant des planches de mélèze sur une structure en chêne. Lancé comme lougre de pêche, il a été enregistré au port de Fraserburgh en 1902 avec un équipage de 8 hommes.

Puis il a navigué dans les Shetland et a été équipé d'un moteur entre les deux guerres. Pendant la Seconde Guerre mondiale, il a été réquisitionné par la Royal Navy et a servi dans le sud-est de l'Angleterre comme ballon de barrage contre les avions ennemis volant en rase-motte. Après la guerre, il a repris la pêche dans les îles Shetland jusqu'en 1957.

À partir de 1959 il a servi localement au transport de fret entre les îles jusqu'à l'introduction des premiers rouliers. Puis il a été retiré du service.

## Aujourd'hui
Le Reaper a été acheté par la Scottish Fisheries Museum à Anstruther. Il a été restauré dans son configuration traditionnelle comme lougre à voile à deux mâts. Il a été rebaptisé Reaper FR958 en reprenant son premier matricule d'enregistrement maritime. Il est l'un des derniers survivants authentiques de ce type de navire, autrefois très abondant sur la côte est de l'Écosse.

Inscrit dans le cadre de la flotte historique national, il navigue régulièrement dans les mois d'été. Le bateau est amarré dans le port d' Anstruther en face au Musée de la pêche. Il visite fréquemment les ports anglais lors des rassemblements de vieux gréements.

Reaper a été dépeint dans un épisode de la série télévisée de la BBC de 2010
Bateaux construits en Angleterre (en)